# Furacão do tipo Cabo Verde

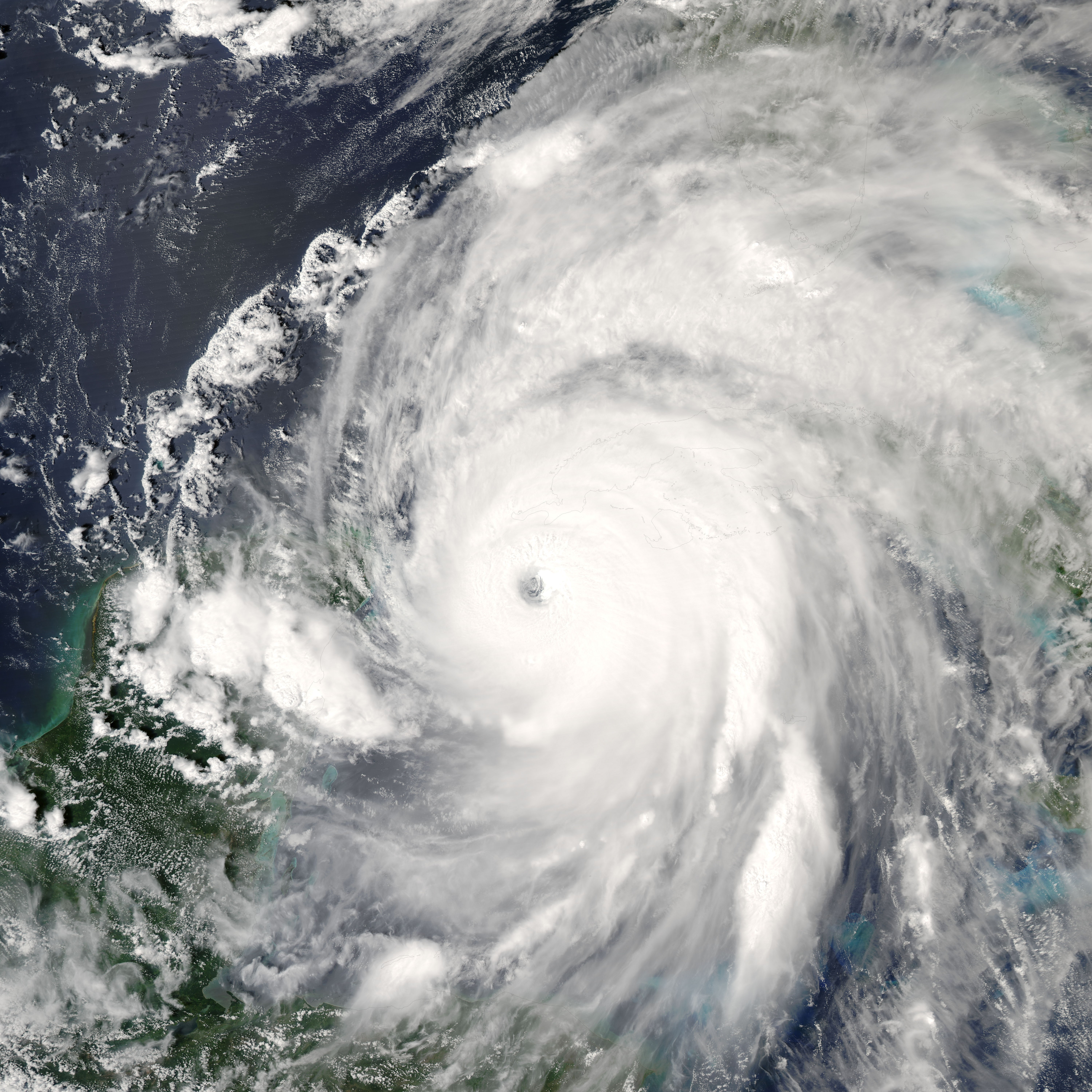
O Furacão Ivan, um furacão de tipo Cabo Verde de categoria 5.

Um furacão do tipo Cabo Verde ou furacão CV é um furacão do Oceano Atlântico que se desenvolve na zona das ilhas de Cabo Verde, a uns 600 km a oeste da costa do Senegal, na África ocidental. A temporada de furacões média tem cerca de dois furacões CV, que costumam ser as tempestades mais intensas da sua temporada, já que dispõem de uma ampla superfície oceânica aberta para se desenvolverem, antes de se encontrarem com terra.

## Origem
Este tipo de furacão desenvolve-se tipicamente a partir das ondas tropicais que se formam na savana africana durante a estação das chuvas e que depois se movem para as estepes. Estas perturbações atmosféricas dirigem-se para o Oceano Atlântico e transformam-se em ciclones tropicais perto das ilhas de Cabo Verde, habitualmente entre agosto e setembro.

## Trajetórias típicas

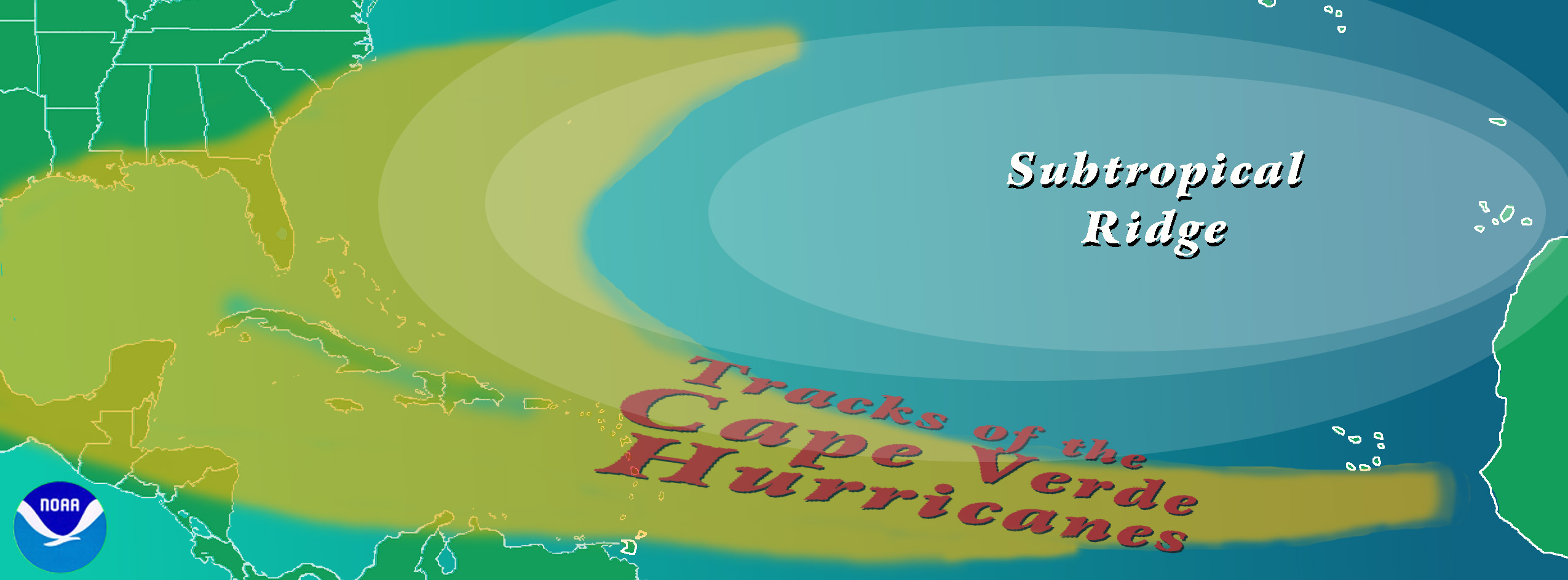
Trajetórias típicas dos furacões do tipo Cabo Verde.

Um furacão é formado como depressão tropical a sul das ilhas de Cabo Verde. Normalmente alcança a força de furacão no Atlântico central, embora por vezes se fortaleça ainda perto do arquipélago de Cabo Verde ou tardiamente nol Mar das Caraíbas.

Uma vez que inicia a sua aproximação à América do Norte, um furacão deste tipo segue várias trajetórias básicas.
- Puede continuar para oeste, e se o fizer suficientemente a sul cruzará as Ilhas de Sotavento

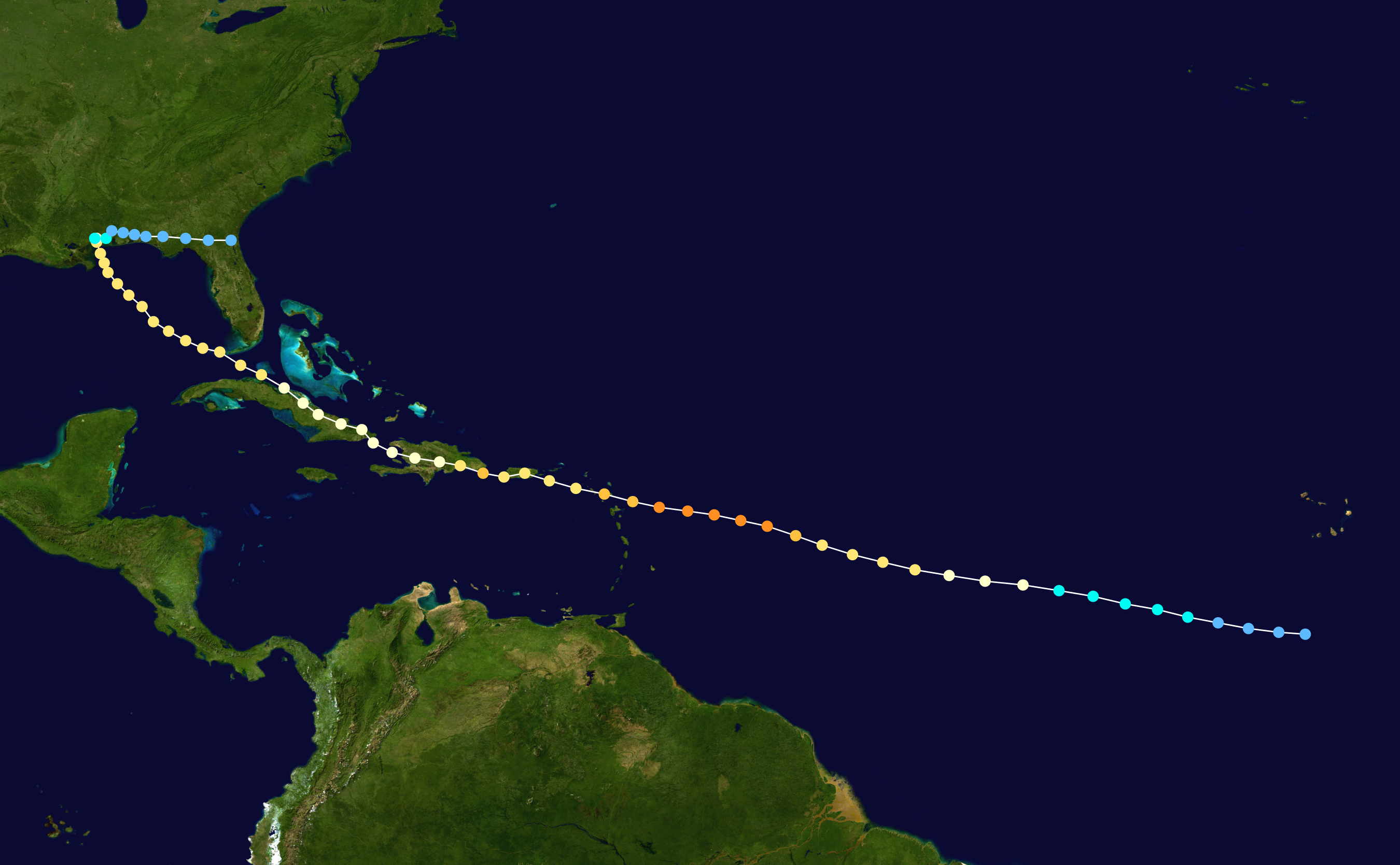
Furacão Georges (1998)

Furacão Georges de 1998. para o Mar das Caraíbas. Daí, continuará para oeste até à Nicarágua, Honduras, Belize ou a Península do Iucatão, como o Furacão Joan de 1988.

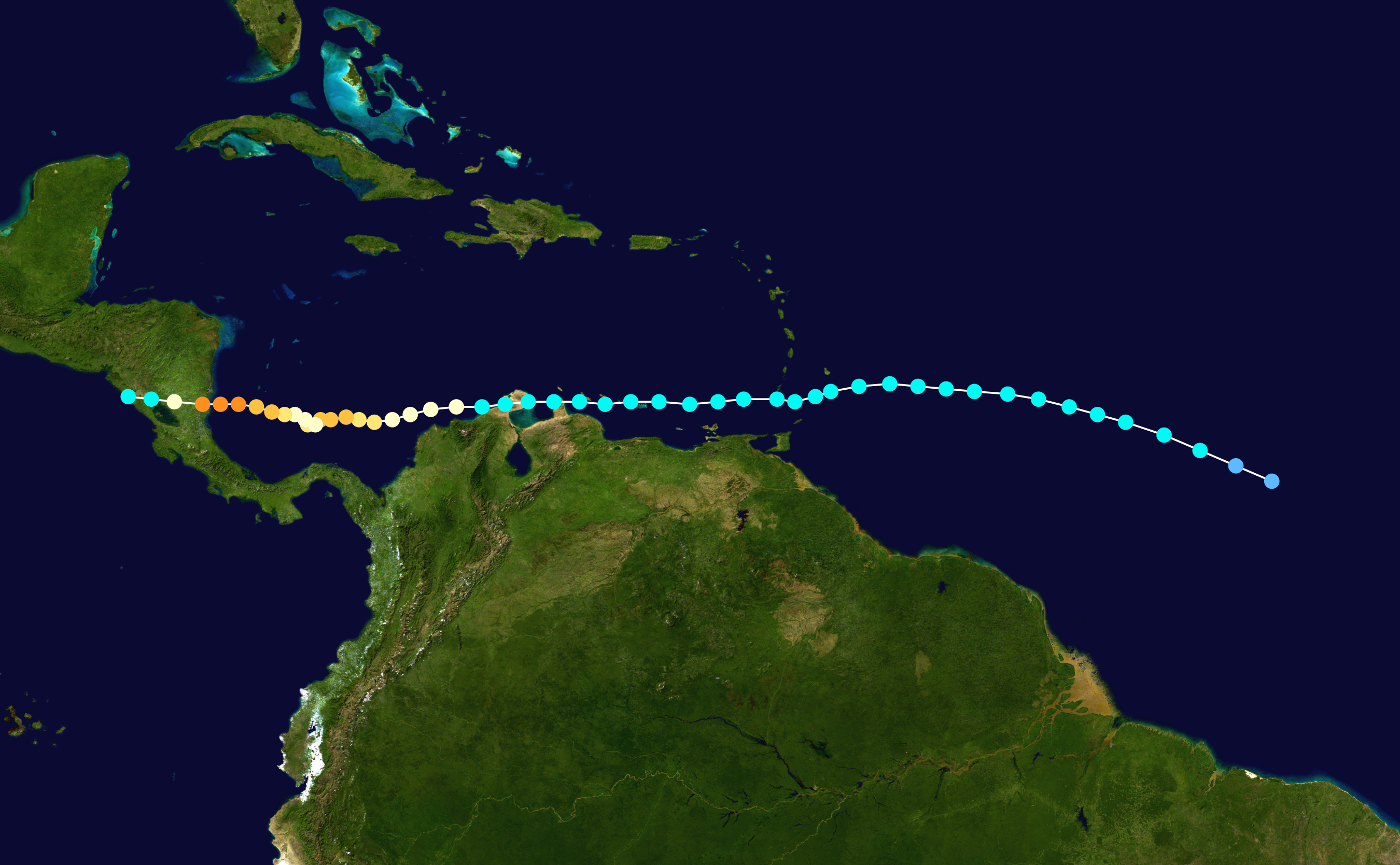
Furacão Joan de 1988.

- Se a tempestade se deslocar mais para norte, chegará às Ilhas de Barlavento até às Antilhas Maiores. Em 1998, o furacão Georges tomou esta trajetória. Apenas mais a norte e a tempestade passaria através das Bahamas até à Flórida, como fez o furacão Andrew de 1992.

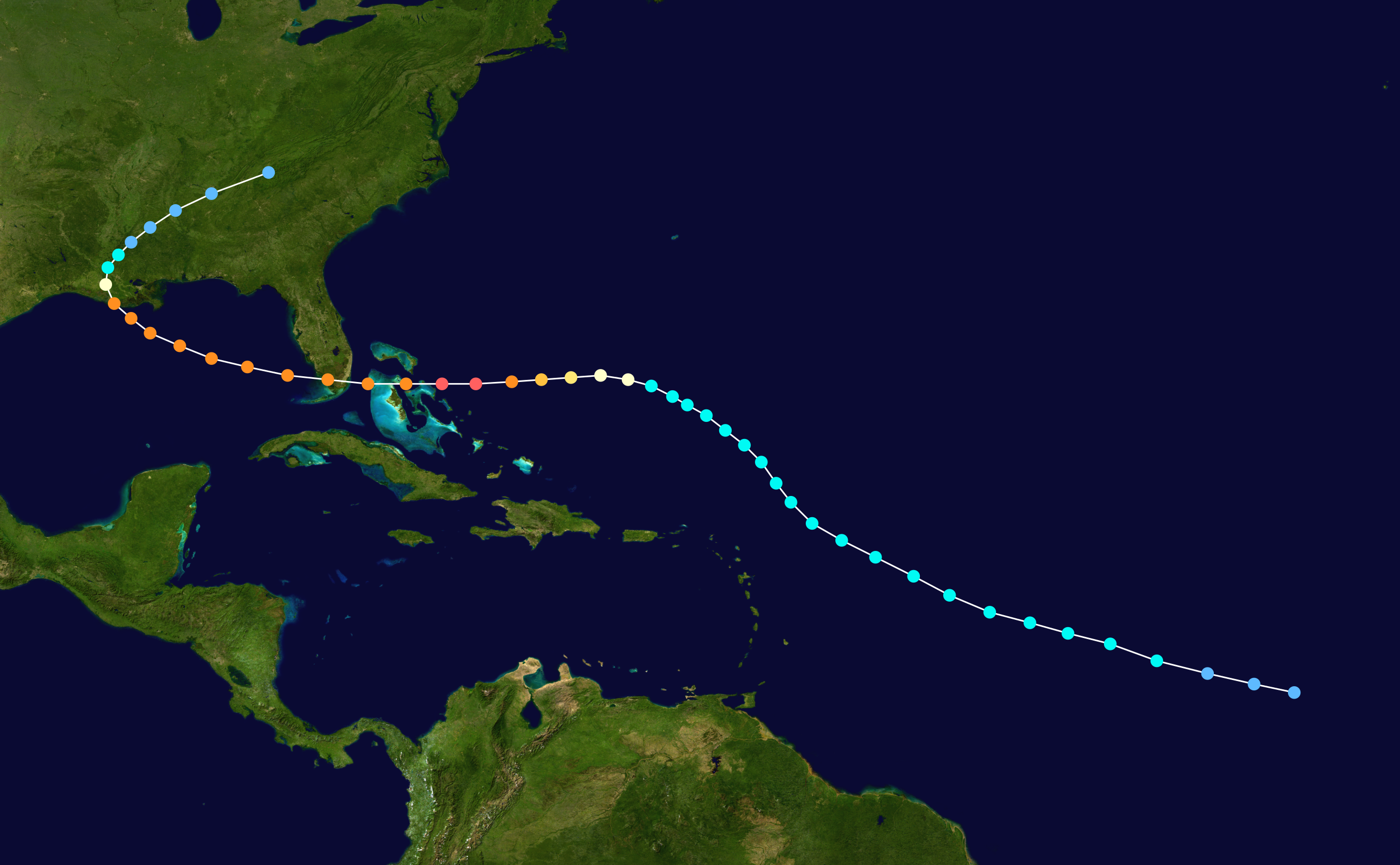
Furacão Andrew de 1992.

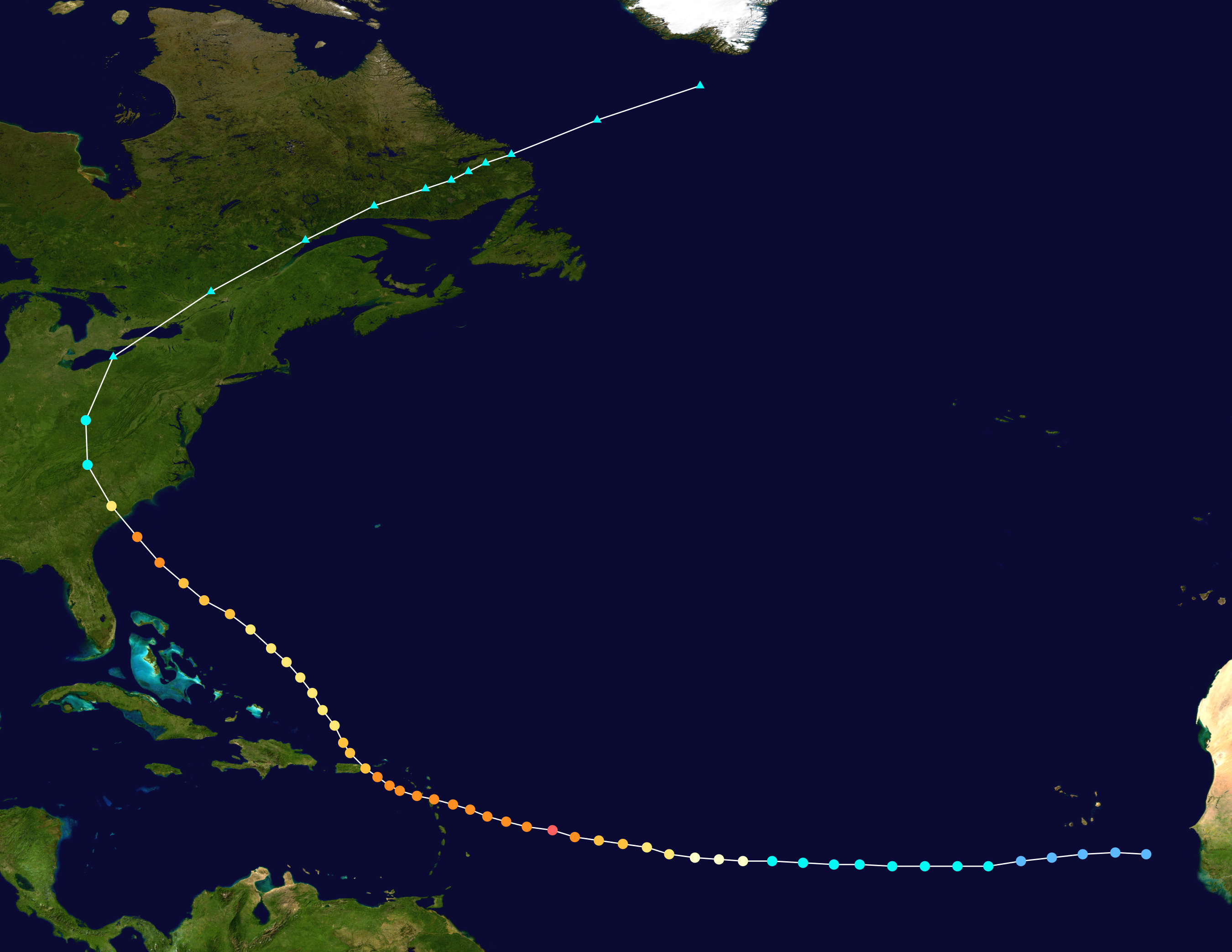
Furacão Hugo de 1989.

- Uma tempestade mais a norte aidna começa a ter a trajetória afetada pelo Anticiclone dos Açores que geralmente se encontra sobre o Atlântico oriental em finais do verão. Ao passarem estas tempestades pelo norte das Antilhas, a sua trajetória começa a curvar para norte. Em geral, estes furacões tocam terra na Carolina do Sul ou Carolina do Norte. Um bom exemplo é o furacão Hugo de 1989. Se a tempestade for afetada significativamente, curvar-se-á até mar aberto, onde se voltará a definir como extratropical sobre águas mais frias (Furacão Edourad de 1996). Ocasionalmente, a tempestade que segue esta trajetória pode acelerar para norte e impactara  Nova Inglaterra, como fez o Grande Furacão da Nova Inglaterra de 1938.

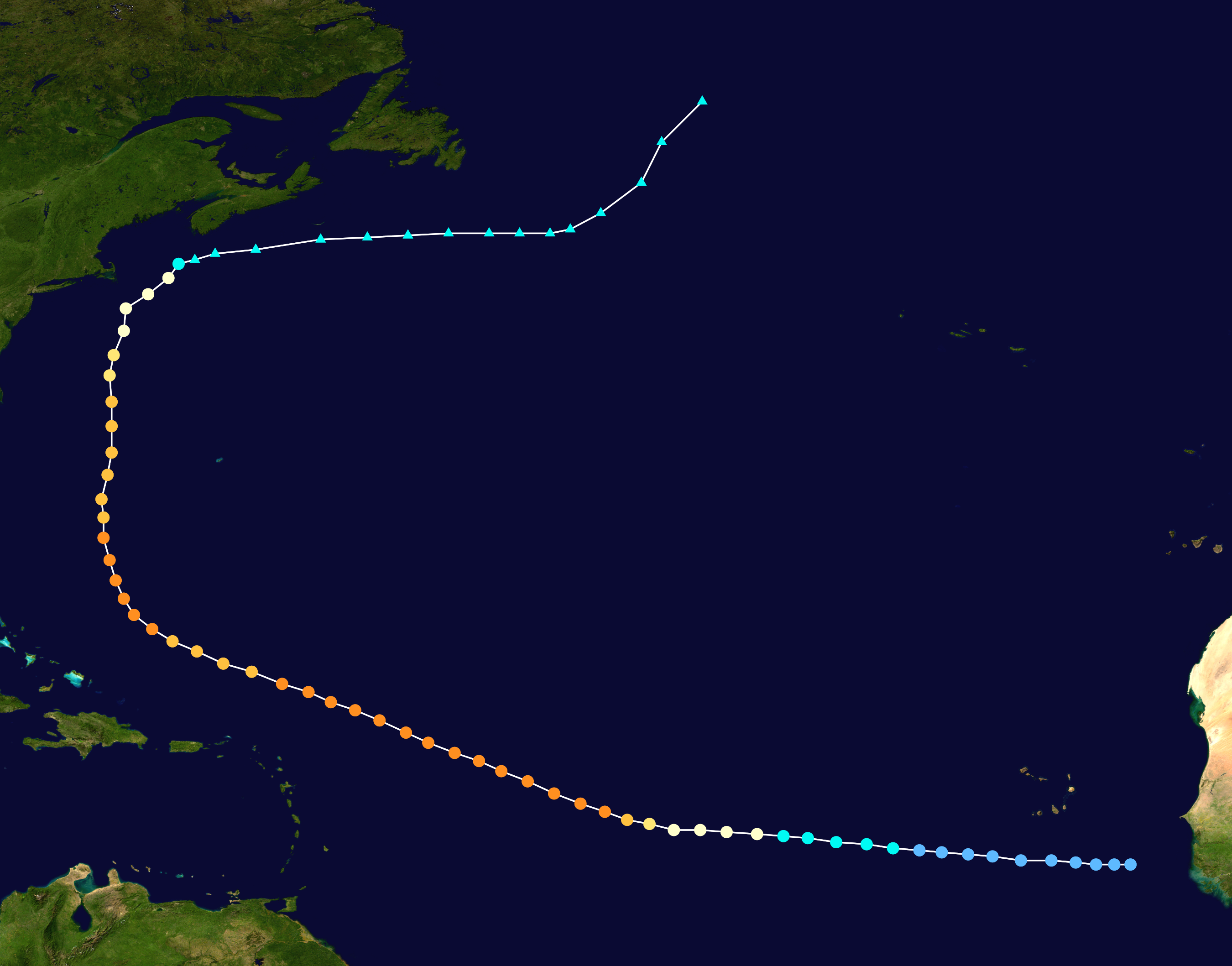
Furacão Edouard de 1996.

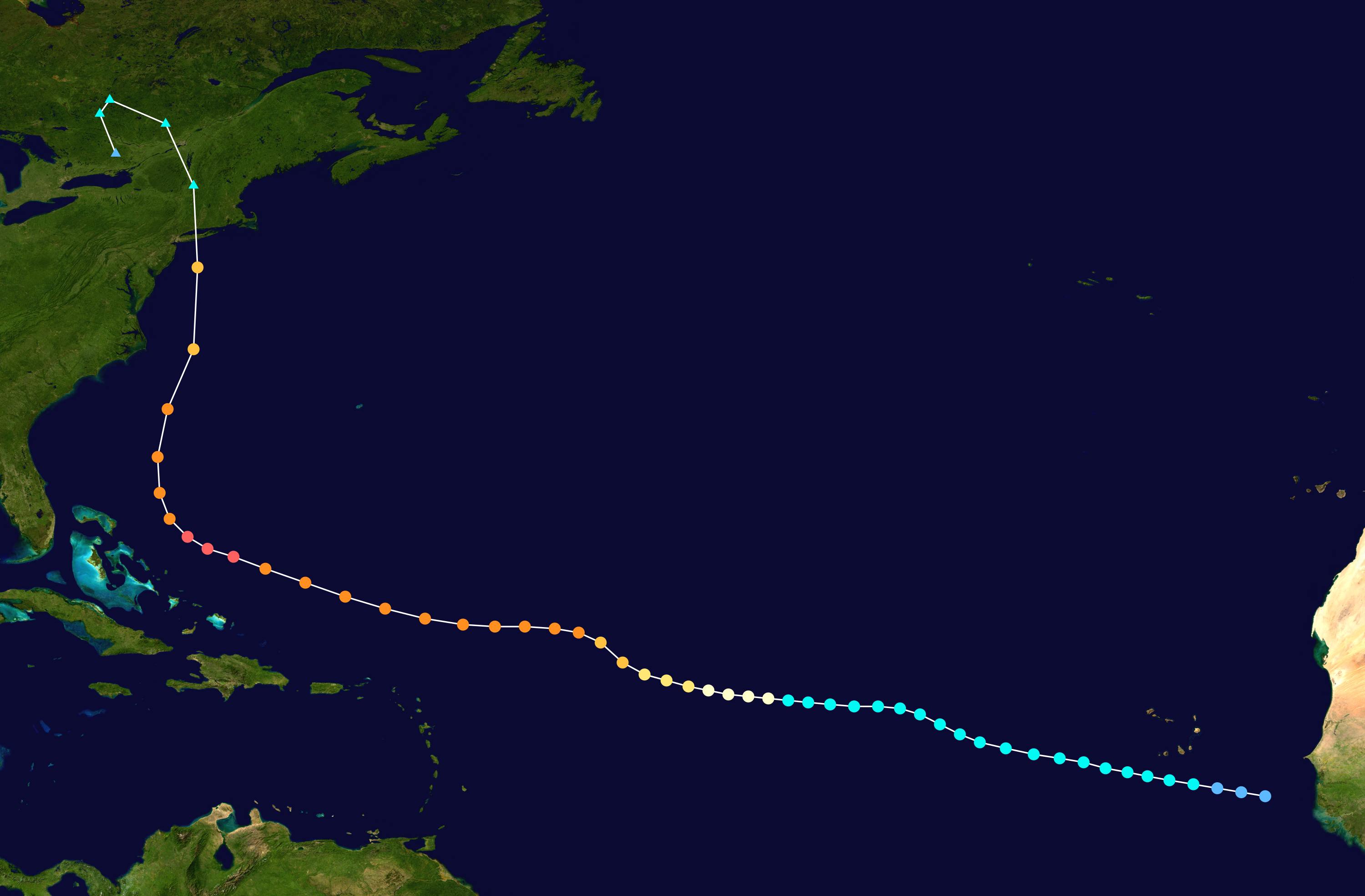
O Furacão da Nova Inglaterra de 1938.

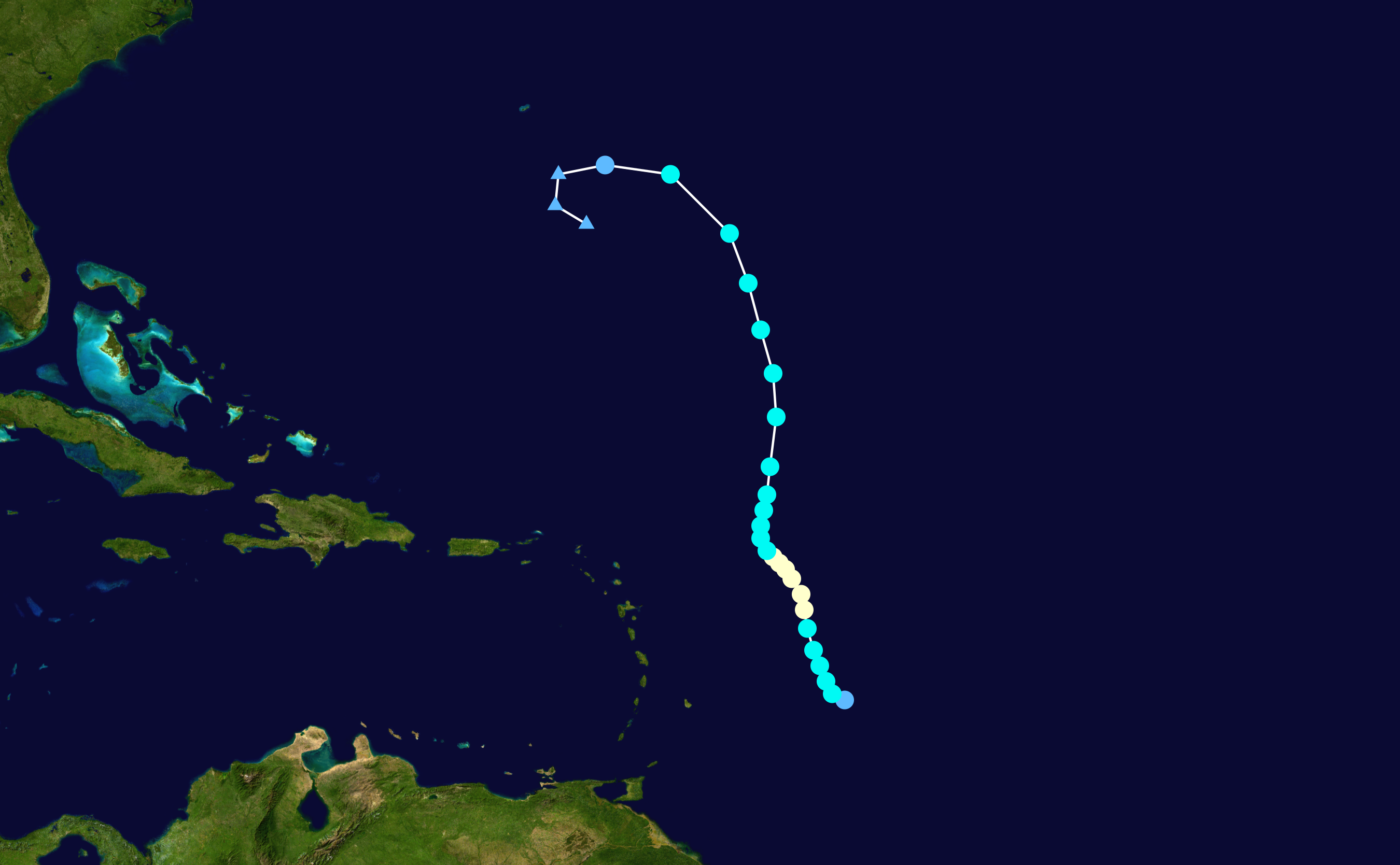
Furacão Philippe de 2005.

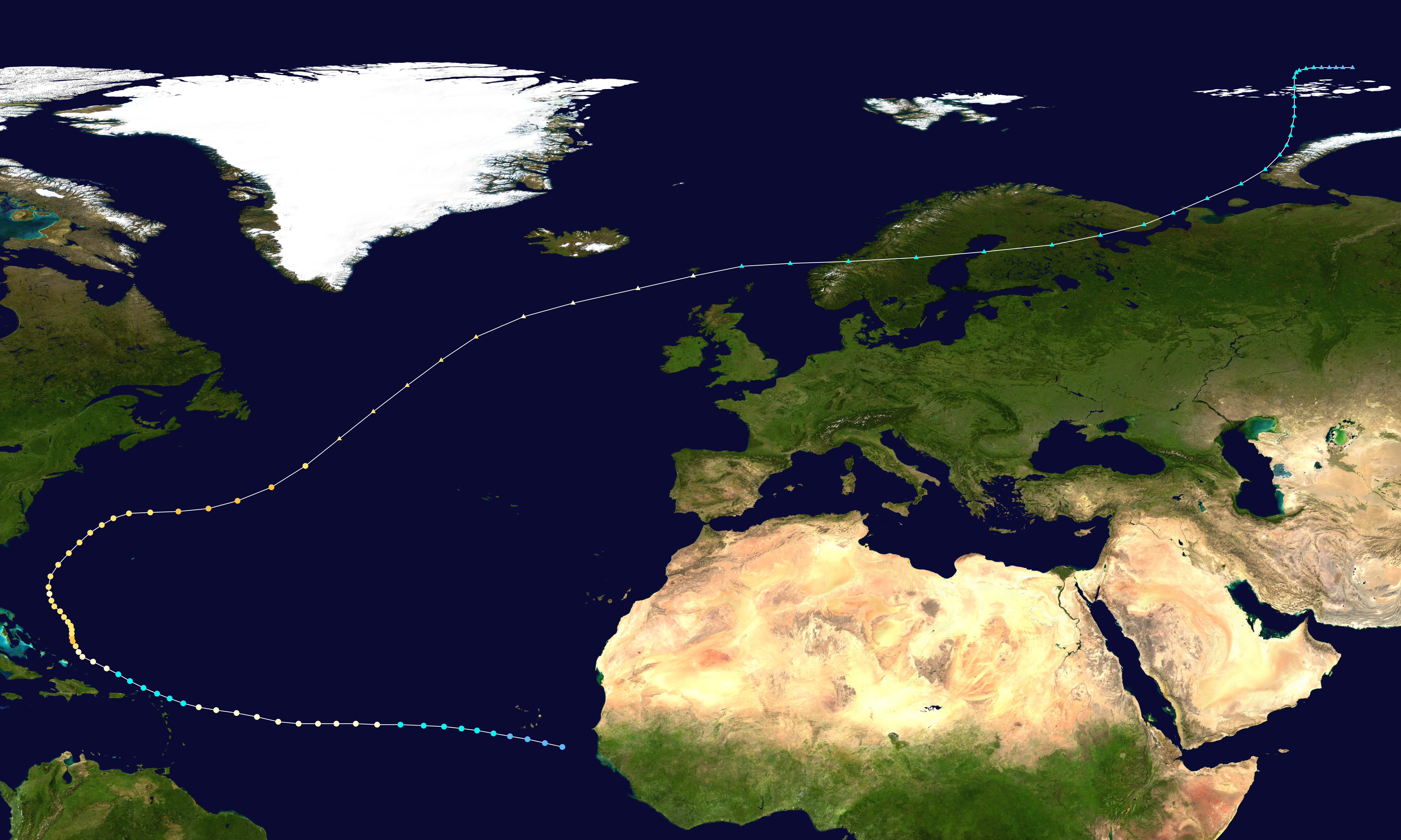
Furacão Faith de 1966.

- Por vezes, uma dorsal subtropical encontra-se mais a oeste que o costume, de tal forma que se encurva rapidamente e é levada a passar pelo lado leste da dorsal até ao Atlântico central, geralmente sem tocar terra. Tal é o caso do furacão Philippe de 2005.
- Embora estas trajetórias sejam típicas, os furacões CV nem sempre se deslocam segundo as formas descritas. Ao seguir uma trajetória para oeste que começa no Atlântico oriental, os furacões CV podem evitar as duas situações que tipicamente significam o fim de um ciclone tropical: a interação com terra firme e o movimento sobre águas mais frias. Como estes furacões podem avançar durante semanas sem encontrar nenhuma delas, os furacões CV são das tempestades de mais longa duração. O ciclone tropical Faith de 1966 foi o terceiro mais duradouro que jamais se registou, tendo durado 16 dias, dos quais 13 em que foi considerado como furacão.